# 茅野正昌
茅野 正昌（かやの まさよし、1967年4月17日 - ）は、RKB毎日放送のアナウンサーで、RKBアナウンススクールの講師。2014年には、JNN・JRNの加盟局から優秀なアナウンサーを毎年表彰するアノンシスト賞で、「グランダ・プレミオ」（最優秀賞）に選ばれた。

## 略歴
福岡県福岡市出身。福岡県立修猷館高等学校から水城学園を経て早稲田大学へ進学。大学卒業後の1991年に、アナウンサーとしてRKBへ入社した。同期入社のアナウンサーは、気象予報士でもある龍山康朗。
入社後は、野球、柔道、マラソンなどのスポーツ中継で実況を担当。全国向けの放送でも実況を任されている一方で、大の鉄道好きでもあることから、ラジオでは『旅ラジ 出発進行!』（自身の企画による鉄道情報番組）のパーソナリティを務めている。
その一方で、アナウンス部の管理職（専門部長）として、自身を含むスポーツアナウンサーのデスク（管理）業務にも携わっていた。2021年6月の人事異動で部長職を櫻井浩二が引き継いでからも、アナウンサーとしての活動を継続。2024年1月時点ではスポーツ部所属の『シニアエキスパート』という地位にあるが、スポーツ実況をはじめとした番組への出演は変わらず続けている。

## スポーツ実況での主な実績
アノンシスト賞では、グランダ・プレミオを受賞した第39回（2013年度）に加えて、第46回（2020年度）でも「ラジオ・スポーツ実況部門」で最優秀賞に選出。第25回（1999年度）では「実況・フリートーク部門」、第28回（2002年度）・第29回（2003年度）・第31回（2005年度）では「スポーツ実況部門」（いずれも現存せず）、第32回（2006年度）・第38回（2012年度）では「テレビ・スポーツ実況部門」で優秀賞を受賞した。なお、スポーツ実況以外の活動でも、第21回（1995年度）に「テレビ　読み・ナレーション部門」、第28回（2002年度）に「テレビ・フリートーク部門」で優秀賞を獲得している。
1999年に、福岡ダイエーホークス（後の福岡ソフトバンクホークス）がパシフィック・リーグ初優勝を決めた試合の中継を実況。リーグ優勝が確定した時には、記者席で思わず感泣したという。
2014年10月30日に、日本シリーズ第5戦・ソフトバンク対阪神タイガースのラジオ中継で実況を担当。ソフトバンクの3年振りシリーズ制覇の瞬間を伝えた。以降も2020年まで、RKBが制作する日本シリーズ中継で、ソフトバンクによるシリーズ制覇の瞬間を5回にわたって実況している。このような実績を背景に、2021年2月には『MBSベースボールパーク　プレミアムチャンネル土曜日第2部「バズヒロ政輝のエースで4番への道」』（RKBと同じJRN加盟局の 毎日放送とYouTubeの連動番組）へ出演。放送の時点でプロ野球実況歴1年半の「バズヒロ政輝」（毎日放送アナウンサーの三ツ廣政輝）を相手に、実況の極意やエピソードを紹介していた。

## 担当番組

### テレビ
- 侍プロ野球（福岡ソフトバンクホークス戦中継）
- 別府大分毎日マラソン（大分放送との共同制作による全国ネット向けの中継）
- 選抜女子駅伝北九州大会

その他、各種スポーツ中継
- RKBヘッドライン（不定期）
- タダイマ!

### ラジオ
- RKBエキサイトホークス
- ホークス花の応援団
- 旅ラジ 出発進行!
- RKB50ニュース

### テレビ（過去）
- おはようクジラ（初代福岡担当リポーター）
- 全国高校ラグビー大会（福岡・佐賀代表校試合の実況、準決勝以降はリポーターを担当）
- 2010年アジア競技大会（女子柔道実況）※NHK総合・NHK BS1でも放送されている
- 列車に乗って（ナレーション）
- 教えてカムサ
- 今日感テレビ

### ラジオ（過去）
- 歌謡曲ヒット情報
- 富永倫子のノリスタ
- 中西一清スタミナラジオ（金曜日）
- RKBエキサイトホークス 延・長・戦!
- FUKUOKA15
- 空想労働シリーズ サラリーマン（2023年8月22日 - 10月10日） - ナレーター[4]
  - 帰りたいサラリーマン（2024年8月24日 - 10月12日） - ナレーター[5]
- まさ&たま 昭和復刻ブラザーズ（2024年11月2日 - 2025年3月22日）